# Melanopsidium nigrum
Melanopsidium nigrum är en måreväxtart som beskrevs av Luigi Aloysius Colla. Melanopsidium nigrum ingår i släktet Melanopsidium och familjen måreväxter. Inga underarter finns listade i Catalogue of Life.